# Plectreuridae
Plectreuridae é umafamília de aranhas araneomorfas com distribuição natural restrita à América do Norte e à ilha de Cuba.Apenas se conhecem dois géneros e cerca de 30 espécies.

## Taxonomia
A família Plectreuridae inclui os seguintes géneros e espécies:
- Kibramoa Chamberlin, 1924
  - Kibramoa guapa Gertsch, 1958 (EUA, México)
  - Kibramoa hermani Chamberlin & Ivie, 1935 (EUA)
  - Kibramoa isolata Gertsch, 1958 (México)
  - Kibramoa madrona Gertsch, 1958 (EUA)
  - Kibramoa paiuta Gertsch, 1958 (EUA)
  - Kibramoa suprenans (Chamberlin, 1919) (EUA)
    - Kibramoa suprenans pima Gertsch, 1958 (EUA)

  - Kibramoa yuma Gertsch, 1958 (EUA)
- Plectreurys Simon, 1893
  - Plectreurys angela Gertsch, 1958 (EUA)
  - Plectreurys ardea Gertsch, 1958 (México)
  - Plectreurys arida Gertsch, 1958 (México)
  - Plectreurys bicolor Banks, 1898 (México)
  - Plectreurys castanea Simon, 1893 (EUA)
  - Plectreurys ceralbona Chamberlin, 1924 (México)
  - Plectreurys conifera Gertsch, 1958 (EUA)
  - Plectreurys deserta Gertsch, 1958 (EUA)
  - Plectreurys globosa Franganillo, 1931 (Cuba)
  - Plectreurys hatibonico Alayón, 2003 (Cuba)
  - Plectreurys misteca Gertsch, 1958 (México)
  - Plectreurys mojavea Gertsch, 1958 (EUA)
  - Plectreurys monterea Gertsch, 1958 (EUA)
  - Plectreurys nahuana Gertsch, 1958 (México)
  - Plectreurys oasa Gertsch, 1958 (EUA)
  - Plectreurys paisana Gertsch, 1958 (México)
  - Plectreurys schicki Gertsch, 1958 (EUA)
  - Plectreurys tecate Gertsch, 1958 (México)
  - Plectreurys tristis Simon, 1893 (EUA, México)
  - Plectreurys valens Chamberlin, 1924 (México)
  - Plectreurys vaquera Gertsch, 1958 (México)
  - Plectreurys zacateca Gertsch, 1958 (México)